# Keraterpeton
Keraterpeton is een monotypisch geslacht van uitgestorven lepospondyle amfibieën, voorheen opgenomen in de monotypische familie Keraterpedontidae uit het Carboon van Europa (Tsjechië, Engeland en Ierland) en Noord-Amerika (Verenigde Staten). Het is het oudst bekende lid van de familie Diplocaulidae.
De typesoort is Keraterpeton galvani, benoemd in 1866 als Ceraterpeton door Robert Etheridge en later gewijzigd in Keraterpeton in 1868 door Thomas Henry Huxley en Edward Percival Wright. Drie jaar eerder (in november 1865) werden ze geautoriseerd door William Bookey Brownrigg om enkele fossiele gewervelde dieren in zijn collectie te beschrijven, waaronder NHMING F 14735, het holotype van Keraterpeton galvani, dat werd ontdekt in de Jarrow Colliery in County Kilkenny, Ierland.
Keraterpeton was een salamanderachtig wezen van ongeveer dertig centimeter lang. Zijn staart was opmerkelijk lang en besloeg tweederde van de totale lengte van het dier, en was zijdelings afgeplat, vermoedelijk om te helpen bij het zwemmen. Zijn schedel was rond en kort, vooral in vergelijking met zijn familielid, Diplocaulus uit het Perm. Zijn achterpoten hadden vijf tenen en waren langer dan de voorpoten, die slechts vier tenen hadden.
Keraterpeton was zijdelings afgeplat, wat zou hebben geholpen zichzelf door het troebele water van de kolenmoerassen waarin het leefde te duwen. De vijftenige achterpoten waren langer dan de viertenige voorpoten en de korte, ronde schedel had ogen ver naar voren gericht. Hoewel Keraterpeton een lang lichaam had, had het niet meer wervels dan de meeste andere soorten amfibieën (gemiddeld vijftien tot zesentwintig).

## Vondsten
Vondsten zijn bekend uit Europa (Tsjechië/Slowakije) en Noord-Amerika (Ohio).